# 週刊宝石
『週刊宝石』（しゅうかんほうせき）は、光文社から発行されていた週刊誌。

## 概要
- 1981年10月5日に10月17日号として創刊。表紙は真行寺君枝。特集として「長嶋茂雄　いま、僕は疼いている」、「密室の池田大作」、「中内㓛社長ヤクルト球団買収の情報！」など熱いルポものが、カバーを飾っている[2]他、赤塚不二夫とタモリによる「全国罵倒シリーズ」や、前川清の対談「熟女に迫る」（初回ゲストは大原麗子）等のコーナーもあった[1]。
- サラリーマン向け週刊誌として人気を博し、一貫して反権力を売り物にしていた。目次ページでは「大躍進○○○号」と書かれていた。
- 発売日は当初毎週金曜日、その後木曜日へ変更。当時の流行語でもあった「ハナモク」を売りとしたコーナーに、「HANAMOKU倶楽部」（1991年度）「HANAMOKU情報局」（1992年度）がある。
- 2000年頃に誌面のリニューアルが行われ、表紙などのレイアウトに変更があったが、末期は売上部数が低迷し、2001年1月25日に発売された通巻928号（2月8日号）をもって休刊した。
- 光文社では2001年7月に後継誌、『週刊ディアス (DIAS)』を創刊したが、翌2002年3月に早くも休刊。わずか1年足らずの短命に終わっている。

### 有名な記事・企画
- オッパイ見せて
- 処女探し
- 人物日本列島
- YYジャーナル
- OLの性
- 人妻の性
- 美奈子倶楽部「本音を聞かせて」（永井美奈子による対談コーナー。1999年 - 休刊まで）

### 連載漫画
- ジョージ秋山『暮れ六つ同心』
- いしいひさいち『気まぐれ劇場』
- やくみつる『ギャグ+1』
- 牛次郎・小島利明『やったれ一発』
- 業田良家『自虐の詩』
- コジロー『勝手にボーンヘッド』
- いしかわじゅん『薔薇の木に薔薇の花咲く』
- やまだないと『ガールフライデー』
- 永井豪『ラブリー・エンジェル』

## ミス週刊宝石
最末期の1999年には「ミス週刊宝石」と題したコンテストを開催。10名のグラビアアイドルが出場し、人気投票を行った結果、山咲ひとみ（現：星ひとみ）がグランプリを受賞した。その後、光文社のグラビア系ミスコンは2006年開始の『ミスFLASH』に受け継がれている。